# Monocorophium insidiosum
Monocorophium insidiosum is een vlokreeftensoort uit de familie van de Corophiidae. De wetenschappelijke naam van de soort is voor het eerst geldig gepubliceerd in 1937 door Crawford.